# Kortbaneløb på skøjter under vinter-OL 2010 – Kvindernes 3000 meter stafet
Kvindernes 3000 meter stafet i short-track under Vinter-OL 2010 startede med semifinaler 13. februar 2010. Finalen afholdes 24. februar 2010 i Pacific Coliseum i Vancouver, Canada.

## Resultater

### Semifinaler
Der blev afholdt 2 semifinaler, med 4 hold i hver. De 2 hurtigste hold kvalificere sig til finalen 24. februar.

### Semifinale 1
| Plac. | Hold     | Tid      | Noter |
| ----- | -------- | -------- | ----- |
| 1     | Sydkorea | 4:10.753 | Q     |
| 2     | USA      | 4:15.376 | Q     |
| 3     | Holland  | 4:16.520 |       |
| 4     | Italien  | 4:23.950 |       |

Q = Kvalificeret

### Semifinale 2
| Plac. | Land   | Tid      | Noter |
| ----- | ------ | -------- | ----- |
| 1     | Kina   | 4:08.797 | OR, Q |
| 2     | Canada | 4:11.476 | Q     |
| 3     | Japan  | 4:13.752 |       |
| 4     | Ungarn | 4:17.487 |       |

Q = Kvalificeret, OR = Olympisk rekord.